# Baronía de Abella
La baronía de Abella, es un título nobiliario español que junto con las baronías de Erill, Bellera y Orcau, era una de las baronías históricas de la actual provincia Lérida.
La de Abella estaba formada por el castillo baronial, situado en Abella de la Conca, que era capital, y los pueblos y lugares de Bóixols, Carreu, la Rua, Sant Romà d'Abella y la Torre de Eroles. Se puede observar que, salvo la población de San Román de Abella, son los que constituyen el municipio de Abella de la Conca. San Román de Abella había obtenido independencia municipal, que perdió en 1970 en ser integrado en el nuevo municipio de Isona y Conca Dellá.
Los barones de Abella residieron casi siempre en Barcelona, y tenían un castellano destacado en Abella de la Conca. Intervinieron activamente en la política catalana, y se puede ver que Berenguer de Abella, que aparece retratado en el retablo del Roser de Abella de la Conca, de Pere Serra, fue decapitado en 1387 en la Plaza de San Jaime de Barcelona, acusado de varios delitos políticos, en tiempos de Pedro IV de Aragón.
La baronía se mantuvo dentro de la familia Abella hasta que a mediados del siglo XVII Rafael de Sobirà, gobernador del Valle de Arán, lo adquirió. En 1660 el alcalde, los concejales y los consejeros de Ager vendieron la baronía a Gaspar de Portolá. En 1719 la baronía consta como perteneciente a la señora Clara de Subirà y Benavent, y en 1747 era barón Antonio de Subirà. En 1842 la familia Sobirà y Còdol continuaba como titular de la baronía.
El 1846 consta como barón de Abella Francisco Javier Iglesias, que había sido miembro de la Diputación de Lérida en el momento de creación de ese organismo, y emprendió numerosas iniciativas para hacer crecer la población y las rentas de sus tierras señoriales.
En la actualidad el Barón de Abella es el señor Eudaldo Mirapeix y Martínez, embajador de España en Canadá.

## Armas
Trae por armas:

De oro, cuatro palos vibrados de sable.